# Rosemarie Bowe
Rosemarie Bowe Stack (nacida como Rose Marie Bowe; Butte, Montana, 17 de septiembre de 1932-Cuernavaca, 20 de enero de 2019) fue una modelo estadounidense, conocida por sus apariciones en varias películas en la década de 1950.

## Primeros años
Bowe nació como Rose Marie Bowe el 17 de septiembre de 1932 en Butte, Montana, siendo la hija menor de Dennis y Ruby Bowe. El padre de Bowe era contratista de obras y su madre era diseñadora de vestuario. Tenía una hermana mayor, Claire (abuela materna del actor Taran Killam), y un hermano, Sidney. La familia se mudó a Tacoma, Washington, donde se crio desde pequeña. Su familia era luterana.
Cuando era adolescente, trabajó como modelo en Seattle. Asistió a Stadium High School en Tacoma, Washington, donde participó activamente en teatro y danza, y se graduó en 1950. El mismo año, Bowe ganó el concurso de belleza "Miss Tacoma". En 1951, fue una de las seis finalistas en la competencia por la reina del Home Show and Building Exposition en Los Ángeles, California.
Bowe asistió brevemente a Tacoma Community College antes de mudarse a Los Ángeles.

## Carrera

### Como modelo
Fue coronada Miss Tacoma y Miss Montana en 1950. En mayo de 1951, Bowe compitió en un concurso para elegir a la reina de la sexta exposición anual Home Show and Building. Junto con Mary Ellen Nichols, fue finalista de la ganadora del concurso, Linda Peterson.
En 1951, Bowe viajó con su madre a Los Ángeles, California para acompañar a su hermano Sidney al ejército durante la Guerra de Corea. "Washington es muy parecido a Londres", reflexionó Bowe en una entrevista. "Cielos un poco sombríos y oscuros, a menos que sea verano. El estado de Washington es hermoso de junio a septiembre, pero después de eso está nublado, prácticamente todos los días. En el momento en que mi madre y yo vimos las palmeras de California y el sol, nos gustó mucho y decidimos quedarnos aquí por un tiempo".
Habiendo trabajado como modelo en el pasado, Bowe consiguió trabajo en Los Ángeles como modelo, apareciendo en varios retratos pin-up del artista Gil Elvgren. Su agencia de modelos fue contactada por una fotógrafa de alta costura, Christa, quien le sugirió posar para retratos de revistas nacionales y de moda. Modelando para revistas como Eye, Tempo y Blightly, finalmente hizo la transición de modelo a actriz en televisión.
La apariencia de Bowe a veces se comparó con la de Marilyn Monroe y Grace Kelly. Siempre modeló alta costura en lugar de lencería o trajes de baño. Sobre su experiencia una vez dijo: "De todas las audiciones y entrevistas que he tenido con hombres de casting, directores y productores, ninguno se me insinuó. Supongo que me tenían miedo".

### Como actriz
Bowe se mudó a Hollywood en 1950. En 1952, un tribunal aprobó su contrato de siete años con el agente cinematográfico Charles K. Feldman. Cuando sus planes de producción se estancaron, obtuvo un contrato con Columbia Pictures. Fue entrenada en actuación dramática por Benno Schneider. Su primera experiencia como animadora incluyó actuar como cantante y bailarina en musicales amateur. Al principio de su carrera, usó el nombre de Laura Bowe.
Como debutante en la pantalla, Bowe apareció en Lovely To Look At (1952) con Kathryn Grayson y Red Skelton. El papel de Bowe no está acreditado, al igual que su representación de una nadadora en Million Dollar Mermaid (1952). El mismo año, en junio, apareció en la portada de la revista Life. En 1954, apareció en The Golden Mistress y The Adventures of Hajji Baba. Las cuales fueron las primeras película de Bowe después de solicitar su liberación de Columbia. Como Ann Dexter, apareció junto a John Agar en un lanzamiento de RK Productions, ambientado en Haití. Bowe realizó sus propias acrobacias en el set, y durante la filmación, casi se ahoga, fue picada por un erizo de mar y sufrió golpes, moretones y picaduras de insectos.
Bowe estaba bajo la lupa de 20th Century Fox cuando filmó The Peacemaker (1956). Basado en una novela, el western también contó con James Mitchell y fue lanzado por Hal R. Makelim Productions.
Sus papeles actorales posteriores incluyeron apariciones en las películas Murder on Flight 502 (1977) y Big Trouble (1986), ambas protagonizadas por su esposo Robert Stack, y la película para televisión Making of a Male Model (1983).
Apareció en un episodio de 1963 de Burke's Law, acreditada como Rosemarie Bowe. El episodio fue "Who Killed Beau Sparrow?" .

## Vida personal

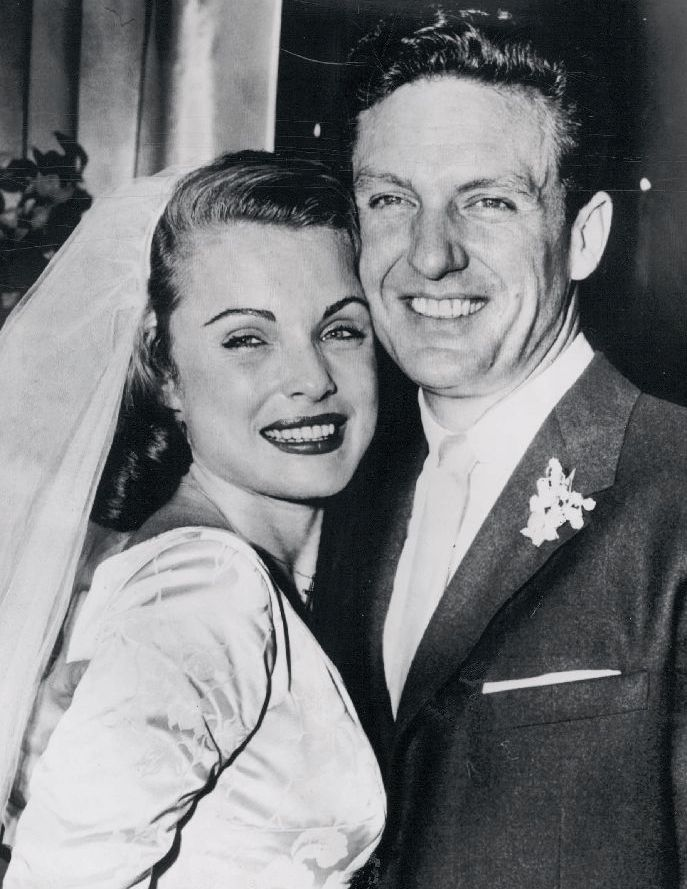
Bowe y su esposo Robert Stack el día de su boda, 1956.

El 23 de enero de 1956, Bowe se casó con Robert Stack en la iglesia luterana de Beverly Hills. La pareja se convirtió en padres de una niña, Elizabeth Langford Stack, el 20 de enero de 1957. Compartían pasiones mutuas por el aire libre, especialmente la navegación y la equitación. Bowe abandonó temporalmente su carrera cuando sus hijos eran pequeños.
En octubre de 1969, Bowe sufrió un accidente automovilístico en Sacramento, California y sufrió graves lesiones internas; se estrelló contra una alcantarilla de hormigón debido a una falla mecánica en el auto de alquiler que conducía. Kathleen Lund, la esposa de Art Lund, murió en el accidente. En ese momento, Stack estaba filmando The Name of the Game. Contrató un vuelo para estar con ella. Art Lund presentó una demanda por homicidio culposo de $750,000, alegando que Bowe había estado conduciendo a "velocidad excesiva" durante el accidente.
Falleció el 20 de enero de 2019 en su residencia de Cuernavaca, Morelos. Su hijo, Charles Robert Stack, es un banquero de inversiones jubilado. Su sobrino David Bowe también es actor.

## Filmografía
| Año  | Título                       | Role                   | notas                                | Ref.   |
| ---- | ---------------------------- | ---------------------- | ------------------------------------ | ------ |
| 1952 | Lovely to Look At            | Modelo                 | Sin acreditar                        | [ 21 ] |
| 1952 | Million Dollar Mermaid       | Nadadora               | Sin acreditar                        | [ 21 ] |
| 1954 | The Adventures of Hajji Baba | Ayesha                 |                                      | [ 21 ] |
| 1954 | The Golden Mistress          | Ann Dexter             |                                      | [ 21 ] |
| 1955 | The Big Bluff                | Fritzie Darvel         |                                      | [ 21 ] |
| 1955 | The View from Pompey's Head  | Kit Robbins Garrick    |                                      | [ 21 ] |
| 1956 | The Peacemaker               | Ann Davis              |                                      | [ 21 ] |
| 1959 | John Paul Jones              | (rol menor)            | Sin acreditar                        | [ 21 ] |
| 1961 | Todo en una noche            | La amiga rubia de Tony |                                      | [ 22 ] |
| 1967 | The Peking Medallion         | Bar Patron             | También conocido como: Los Corruptos | [ 23 ] |
| 1975 | Murder on Flight 502         | Dorothy Saunders       | Película de televisión               | [ 24 ] |
| 1983 | Making of a Male Model       | Lila Chandler          | Película de televisión               | [ 25 ] |
| 1986 | Big Trouble                  | Mrs. Winslow           |                                      | [ 26 ] |

## Otras lecturas
- «Unstoppable». Eureka, California Humboldt Standard. 7 de enero de 1961. p. 33.
- «Queen And Her Court». Los Angeles Times. 14 de julio de 1951. p. 2.
- «Drama». Los Angeles Times. 24 de octubre de 1951. p. B7.
- «Perennial Mother Joins Theater Narrative». Los Angeles Times. 27 de octubre de 1952. p. B9.
- «Rosemarie Had To Rough It but She Got Film». Los Angeles Times. 7 de marzo de 1954. p. D1.
- «The Robert Stack I Know: In A Crisis, He Won Me Anew». Lowell Sun. 30 de julio de 1972. pp. 94-96.
- «Doris Day To Take Role As Reporter». New York Times. 26 de septiembre de 1955. p. 18.
- «Robert Stacks Have Daughter». New York Times. 21 de enero de 1957. p. 19.